# Măsură materializată
O măsură materializată este un instrument de măsură care reproduce sau furnizează, în mod permanent pe parcursul utilizării sale, mărimi de unul sau mai multe feluri (naturi) date, fiecare cu o precizată (stabilită) valoare a mărimii.

## Exemple de măsuri materializate
1. Greutate etalon (standard)
2. Măsură de capacitate (volum spațial)
3. Rezistor electric etalon (etalonat, standard)
4. Riglă gradată
5. Bloc de etalonare (Set lamelar de etalonare)
6. Generator de semnal  etalon (etalonat, standard)
7. Material de referință certificat (atestat)

Indicația existentă (notația) pe o măsură materializată precizează valoarea sa cantitativă. O măsură materializată poate fi utilizată și ca un standard de măsură în domeniul său.

## Sursa
OIML V 2-200 International Vocabulary of Metrology - Basic and General Concepts and Associated Terms (VIM)